# Kurt Partzsch
Kurt Partzsch (* 26. Juli 1910 in Dresden; † 5. August 1996 in Hann. Münden) war ein deutscher Ingenieur und Politiker (SPD). Er war von 1961 bis 1974 Sozialminister und von 1970 bis 1974 stellvertretender Ministerpräsident des Landes Niedersachsen.

## Leben
Kurt Partzsch wurde als Sohn des Gewerkschafters und Sozialdemokraten Richard Partzsch geboren. Nach dem Besuch der Volksschule in Köslin und der Oberrealschule in Hannover absolvierte er zunächst eine Maurerlehre. Danach besuchte er die Höhere Technische Staatslehranstalt für Hoch- und Tiefbau in Hildesheim mit dem Abschluss als Bauingenieur. Von 1934 bis 1945 war er als Hochbautechniker auf dem Gebiet der Geophysik für die Erdölforschung im Inland und in Norwegen tätig. Seit 1946 arbeitete er als Bauingenieur für das Bauamt der Stadt Hannover.
Partzsch schloss sich 1925 der Sozialistischen Arbeiter-Jugend (SAJ) an und trat kurze Zeit später in die SPD ein. Nach dem Zweiten Weltkrieg beteiligte er sich am Wiederaufbau der Partei in Hannover-Linden. Im Juli 1946 wurde er zum stellvertretenden Vorsitzenden des SPD-Ortsvereins Hannover gewählt. Kurz darauf erfolgte seine Wahl in den Vorstand des SPD-Bezirkes Hannover, dessen stellvertretenden Vorsitz er von 1954 bis 1970 innehatte. Gleichzeitig war er stellvertretender Vorsitzender des Landesausschusses der SPD Niedersachsen.
1951 wurde Partzsch als Abgeordneter in den Niedersächsischen Landtag gewählt, dem er bis 1974 angehörte. Bei den Landtagswahlen 1951, 1955, 1959, 1963, 1967 und 1970 errang er in seinem Wahlkreis jeweils ein Direktmandat. Vom 4. Mai 1959 bis zum 28. Dezember 1961 war er stellvertretender Vorsitzender der SPD-Landtagsfraktion und vom 10. Juni 1959 bis zum 28. Dezember 1961 Vorsitzender des Ausschusses für Haushalt und Finanzen.
Partzsch wurde am 29. Dezember 1961 als niedersächsischer Sozialminister in die von Ministerpräsident Georg Diederichs geführte Regierung des Landes Niedersachsen berufen. In dieser Funktion war er für das Gesundheits-, das Sozial- und das Bauwesen sowie für den Bereich Arbeit verantwortlich. Sein Hauptaugenmerk galt vor allem dem Ausbau von Krankenhäusern, Psychiatrien und Behinderteneinrichtungen sowie der Förderung der Altenhilfe, des Arbeitsschutzes und des sozialen Wohnungsbaus. Nach dem Bruch der 1965 geschlossenen Großen Koalition, der darauffolgenden Wahl Alfred Kubels zum Ministerpräsidenten und der Bildung einer SPD-Alleinregierung übernahm er am 8. Juli 1970 zusätzlich das Amt des stellvertretenden Ministerpräsidenten. Im Vorfeld der Landtagswahl 1974 unterlag Partzsch bei der innerparteilichen Aufstellung des Wahlkreiskandidaten seinem Kontrahenten Bruno Orzykowski, der bereits vier Jahre zuvor eine Kampfabstimmung gegen Richard Lehners gewonnen hatte. Daraufhin gab Partzsch seinen Rückzug aus der Landespolitik bekannt. Nach der Landtagswahl und der Bildung einer Sozialliberalen Koalition schied er am 10. Juli 1974 aus der Landesregierung aus und wurde als Sozialminister von Helmut Greulich abgelöst. Das Amt des Stellvertretenden Ministerpräsident übernahm Rötger Groß.
Neben seiner politischen Tätigkeit unterhielt Partzsch Kontakte zu Gewerkschaften und zu den Verbänden der freien Wohlfahrtspflege. Er war von 1959 bis 1986 Präsident des AWO-Bezirkes Hannover, von 1971 bis 1983 Präsident des AWO-Bundesverbandes und von 1983 bis zu seinem Tode AWO-Ehrenvorsitzender. Darüber hinaus war er von 1962 bis 1975 Präsident des Arbeiter-Samariter-Bundes (ASB).
Kurt Partzsch war mit Hildegard Kahn (1912–1997) verheiratet und hatte zwei Töchter.

## Ehrungen
- Das Ehrenzeichen der Deutschen Ärzteschaft erhielt er 1967
- Die Marie-Juchacz-Plakette der Arbeiterwohlfahrt wurde ihm 1969 verliehen.
- Der International Humanist Award der IHEU wurde ihm 1982 verliehen.
- Eine ehemalige Jugendherberge in Bückeburg wurde nach ihm benannt und dient heute unter dem Namen Haus Kurt Partzsch als Zentrum für rehabilitative Pflege und Betreuung.[3]